# Regio Istituto di Riposo per la Vecchiaia
Il complesso del Regio Istituto di Riposo per la Vecchiaia (IRV), maggiormente conosciuto a Torino col nome di Poveri Vecchi, fu progettato da Crescentino Caselli, allievo di Alessandro Antonelli, e costruito tra il 1883 e il 1887 per ospitare circa duemila anziani in stato di povertà. L'edificio, situato nel quartiere Santa Rita, al confine (Corso Unione Sovietica) con Borgo Filadelfia (Lingotto), è costituito da un corpo centrale e quattro padiglioni, misura 351,5 metri e occupa un'area di 25000 m².
Oggi collocato in piena città, nei pressi dello Stadio Olimpico Grande Torino e del Palazzo del Nuoto, al tempo in cui fu progettato si trovava in una zona di campagna, sulla strada che dal centro conduce alla Palazzina di Caccia di Stupinigi. Nei pesanti bombardamenti che colpirono l'edificio durante la seconda guerra mondiale, il padiglione Sud venne in gran parte distrutto, per essere poi ricostruito nel dopoguerra. L'edificio negli anni ha subito diversi interventi di modernizzazione, fra i quali l'aggiunta di parti in vetro e acciaio su progetto dell'architetto Andrea Bruno e più recentemente l'aggiunta di un nuovo corpo di fabbrica seminterrato a tre livelli, situato nel cortile tra il padiglione centrale e il padiglione adiacente in direzione Nord.
Di proprietà del Comune di Torino, l'edificio è stato utilizzato negli anni da vari enti. Attualmente, la parte sud dell'edificio ospita una residenza assistenziale per anziani e i Servizi Socio Assistenziali dell'ASL "Città di Torino", mentre il padiglione centrale e le due ali a nord sono occupate dalla Scuola di Management ed Economia dell'Università degli Studi di Torino e dalla sede centrale del Consorzio CSI-Piemonte.

## Storia
Fondato nel 1582 su iniziativa della Compagnia di San Paolo, l’Istituto di Riposo per la Vecchiaia, originariamente noto come "Regio Ospizio di Carità", fu istituito allo scopo di affrontare il problema dei poveri nella capitale dello Stato Sabaudo in continua espansione.
Il primo tentativo sistematico di assicurare un ricovero agli indigenti fu compiuto dal duca Carlo Emanuele I, il quale, con l’editto del 10 marzo 1627, impegnava se stesso e i suoi successori, a fornire gli aiuti necessari per l’istituzione di un sistema socio-sanitario capace di garantire un concreto supporto alla mendicità ponendo fine al problema dell'accattonaggio in città. Tuttavia, le guerre e altri affari non permisero a Carlo Emanuele I di portare a termine la sua iniziativa.
Nel corso dei secoli l'ospizio ha cambiato diverse sedi: dopo essere stato inizialmente collocato nel Lazzaretto di Dora, già destinato all'accoglienza dei pellegrini, l'ospizio fu successivamente trasferito nel sobborgo di Po, presso la Casa dei Reverendi Padri di San Giovanni di Dio.
Nel 1649 fu trasferito in una nuova sede appartenente alla famiglia Tarino, nella parrocchia dei Santi Marco e Leonardo. Nel 1658 fu quindi ospitato nel nuovo palazzo di contrada d'Angennes, che in seguito sarebbe stato destinato a ghetto per gli ebrei. Tra il 1679 e il 1684, l'ospizio traslocò nuovamente, prima nella villa collinare di Madama Cristina e successivamente nella residenza di don Amedeo di Savoia, figlio illegittimo di Emanuele Filiberto, situata a Borgo Po, di fronte alla posta dei cavalli. Nel 1682, a seguito dell'espansione della città, Vittorio Amedeo II assegnò all'ospizio una sede propria, nell’area precedentemente occupata dall'Ospedale del Santo Sudario. La nuova sede fu inaugurata nel 1717 e denominata "Ospizio Generalissimo di Carità". L'istituzione ricevette sostegno finanziario dalla casa reale e da nobili famiglie piemontesi (tra cui Giuseppe Consul, cui fu anche dedicata una statua scolpita da Pietro della Vedova, ora collocata all'ingresso della nuova sede), i cui stemmi furono collocati sulle arcate esterne dei portici del palazzo che si affacciava sulla via Po, successivamente noto come Palazzo degli Stemmi. 
L'istituto continuò a accogliere mendicanti di ogni età, sia uomini che donne, a condizione che fossero nati a Torino o vi avessero domicilio da almeno tre anni. 

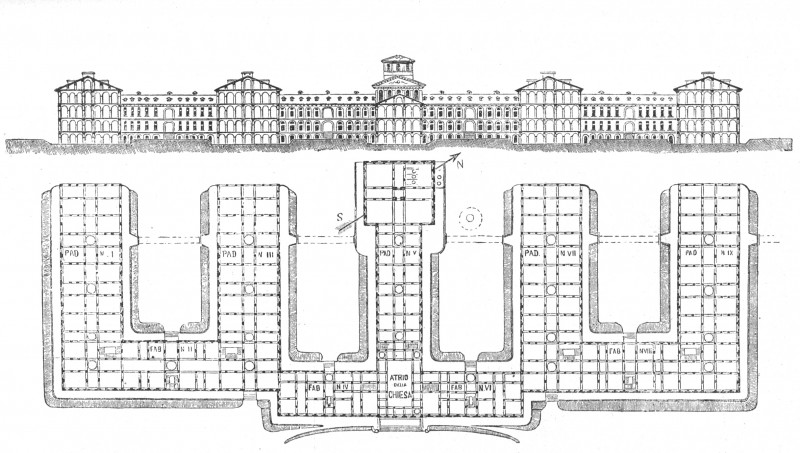
Pianta progetto Crescentino Caselli

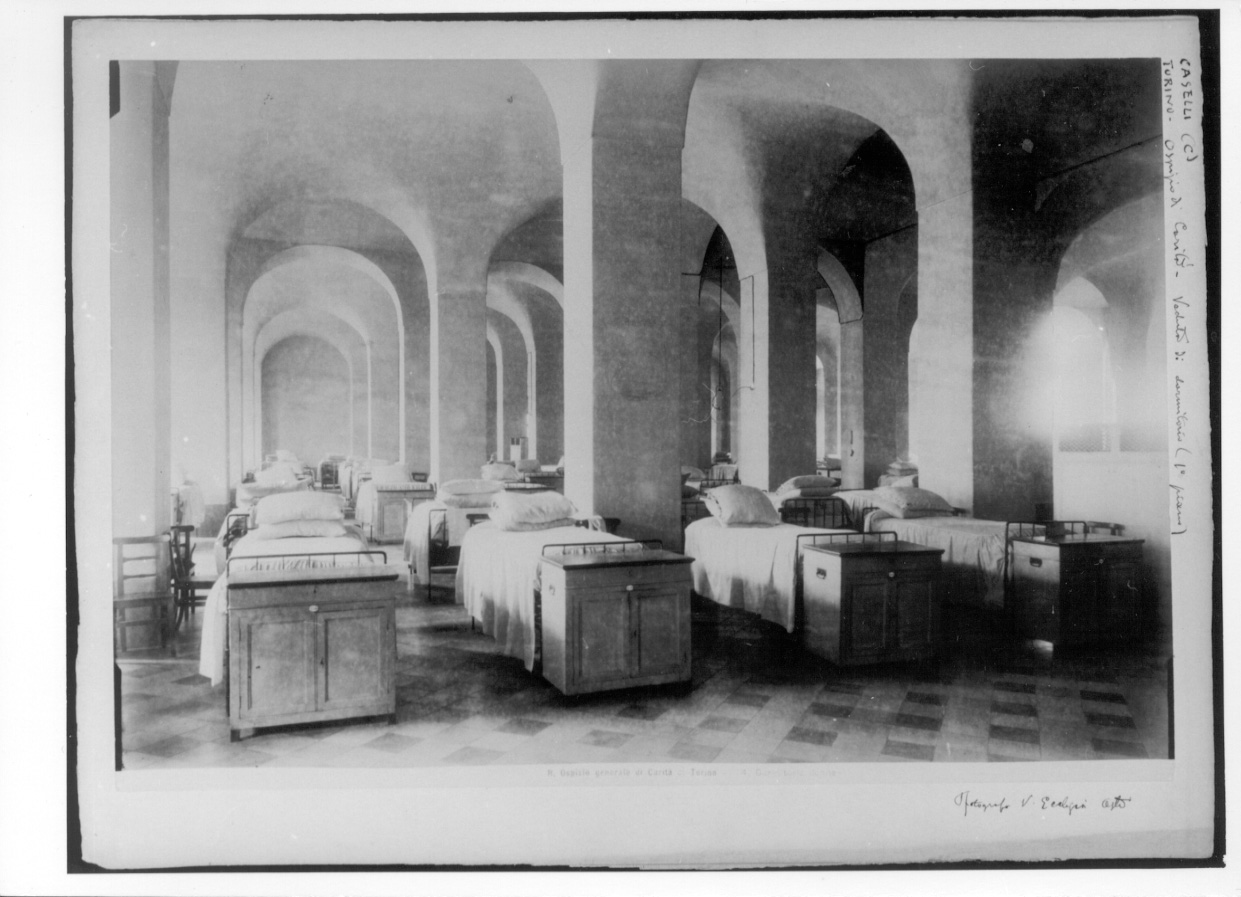
Dormitori - Istituto di riposo per la vecchiaia

Nel 1880, a causa dell'aumento significativo dei ricoverati e dell'impossibilità di espandere l'edificio poiché circondato da altre costruzioni, la direzione dell’Ospizio di Carità dispose la costruzione di una nuova sede, che avrebbe dovuto ospitare almeno duemila persone, per sopperire alla ormai evidente inadeguatezza dell’antica struttura di via Po.

## Descrizione

### 1883-1887: costruzione
L'edificio dell'Ospizio di carità "Poveri Vecchi", situato a Torino, rappresenta uno dei maggiori interventi edilizi dell'Ottocento nella città. Con una superficie di 25.000 metri quadrati e un volume di 450.000 metri cubi, questo complesso è una testimonianza significativa dell'architettura e dell'assistenza sociale dell'epoca. Costruito per ospitare e assistere gli anziani poveri, l'ospizio rifletteva l'attenzione della società torinese verso i più bisognosi, offrendo loro un rifugio e delle cure in un periodo storico caratterizzato da profondi cambiamenti sociali ed economici.
I lavori dell'edificio iniziarono nel 1883 e furono completati nel 1887. Per motivi igienici e per la necessità di ospitare un numero elevato di persone, venne scelta una località in aperta campagna. Quest’area, situata su un terreno circostante al caseggiato della Cascina Medico, già di proprietà dell'Istituto, fu ampliata acquistando ulteriori appezzamenti limitrofi, fino a ottenere una superficie complessiva di 450 metri di lunghezza e 300 metri di profondità.
I costi previsti per la realizzazione dell’edificio erano elevati e, per sostenere il progetto, si chiese l'intervento della comunità, che contribuì in massa. Venne bandito un concorso nazionale, che fu vinto dal giovane allievo di Alessandro Antonelli, Crescentino Caselli. Quest'ultimo fu incaricato della direzione del progetto secondo le dettagliate prescrizioni formulate dal maestro, il quale impose l'utilizzo del sistema antonelliano per il nuovo edificio.
L'Ospizio di carità rappresentò un'irripetibile occasione per Caselli di applicare le sue competenze ai problemi tecnico-costruttivi dell'architettura, permettendogli di dimostrare la sua attenzione e abilità in questo campo.

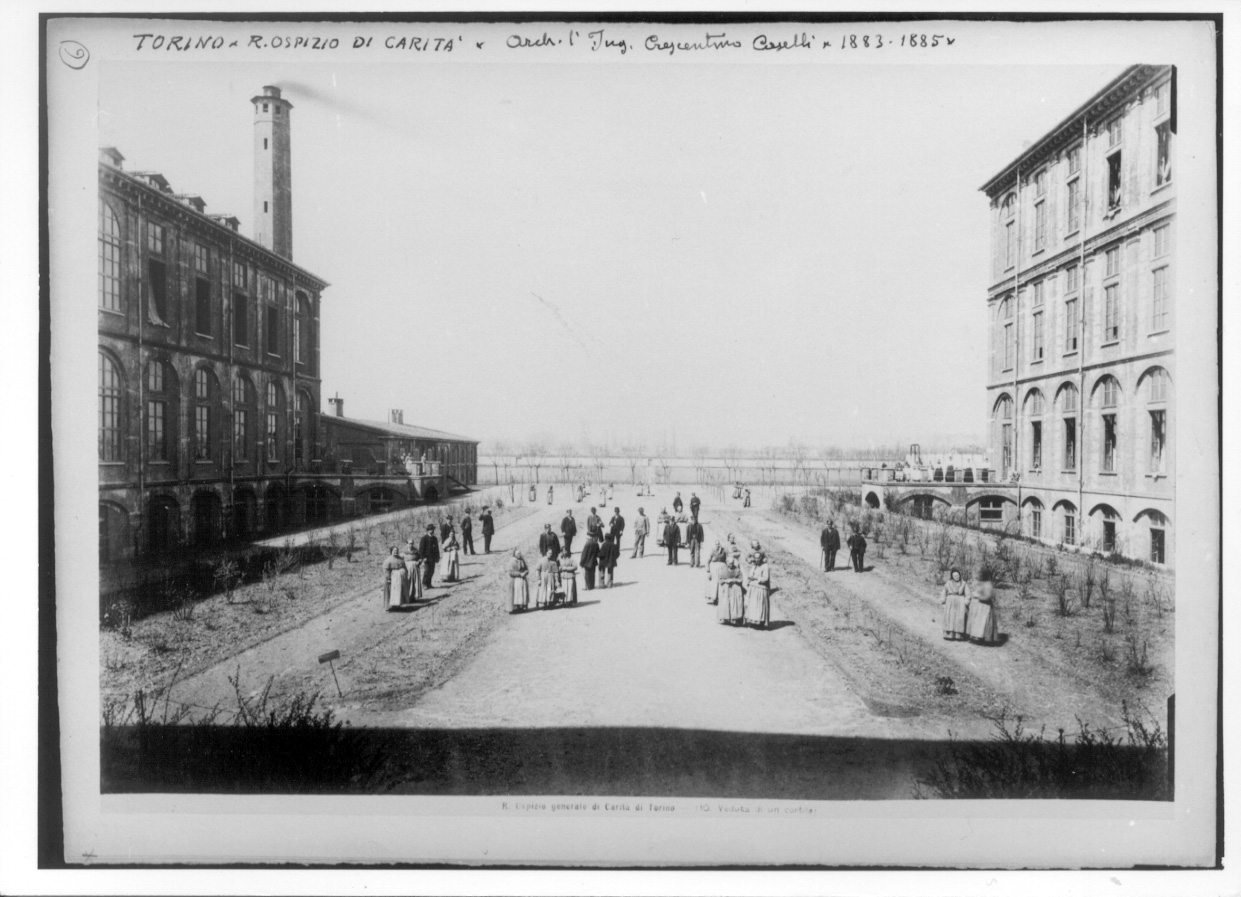
Cortile dell'Istituto di riposo per la vecchiaia

L'edificio descritto era una struttura complessa e ben organizzata, costituita da cinque padiglioni paralleli, orientati da nord a sud lungo il corso Unione Sovietica, precedentemente noto come Viale di Stupinigi. Questi padiglioni ospitavano varie funzioni ed erano disposti in modo da separare gli spazi destinati agli uomini da quelli destinati alle donne.
I quattro padiglioni laterali, due a destra e due a sinistra, erano dedicati rispettivamente alle donne e agli uomini. I padiglioni ospitavano i dormitori, i refettori, i laboratori e le camere per i ricoverati. Il padiglione centrale, invece, ospitava i servizi generali comuni a entrambi i sessi. Entrando in tale padiglione, si trovava un ampio atrio al piano terra e, ai primi due piani, un oratorio con gallerie. A nord del padiglione centrale c'era un edificio staccato a un solo piano, che accoglieva i servizi generali, inclusi i generatori di vapore, le pompe per il rifornimento dell'acqua, la cucina e i bagni. Al centro di questo edificio si erge tuttora un imponente camino di 40 metri, con doppia parete e scale interne.
I cinque padiglioni sono disposti in modo tale da creare quattro cortili interni, larghi 49,12 metri e aperti sul lato nord. Due di questi cortili erano accessibili solo alle donne, mentre gli altri due erano riservati agli uomini. I corpi di fabbrica a due piani chiudono i cortili sul lato sud e collegano le estremità dei padiglioni. Nei corpi esterni si trovavano magazzini e laboratori al piano terra e abitazioni per gli impiegati con le loro famiglie al primo piano. Nei corpi centrali, invece, al piano terra si trovavano il parlatorio, le sale, l'accettazione e l'ingresso degli anziani; al primo piano c’erano gli uffici dell'amministrazione, della segreteria e dell'economato, la direzione sanitaria, l'armamentario e i laboratori di medicina e chirurgia.
Ogni padiglione laterale si sviluppa su tre piani, ciascuno alto 7 metri. Il padiglione centrale è più alto rispetto agli altri, poiché oltre ai due piani di 7 metri, si innalza per altri 10 metri per ospitare la volta della chiesa, caratterizzata da costoloni intrecciati, un chiaro riferimento allo spazio interno della Mole Antonelliana. L'atrio centrale al piano terra è coperto da una volta sostenuta da 16 colonne di granito, con una corda di 14 metri e una saetta di 2,30 metri.
Ogni padiglione laterale ha una lunghezza di 98,08 metri e una larghezza di 32,80 metri e poteva ospitare fino a 168 letti per piano, per un totale di 1344 letti nell'intero edificio. Due grandi scaloni, situati a destra e a sinistra dell'atrio centrale, permettevano l'accesso ai locali dell'amministrazione, ai servizi sanitari e all'oratorio.
Il complesso architettonico mostra una progettazione accurata e una disposizione funzionale degli spazi, combinata con un'attenzione ai dettagli architettonici e un'organizzazione che garantiva efficienza e ordine nonché una chiara separazione dei sessi.

#### Sistema di costruzione
La struttura dell’intero edificio è eseguita in laterizi a pilastri e a tramezzi; è interamente a volta anche nel sottotetto, la cui copertura è portata da un sistema di volticine rampanti posate sopra archi in muratura, che corrono da un pilastro all’altro. Le intelaiature sistematiche di tiranti in ferro si ripetono ad ogni piano assicurando la solidità di cui necessita.
Caselli fu ispirato nella progettazione del tetto da un altro immenso edificio: il Palazzo delle Finanze a Roma dell’architetto Canevari, la cui copertura a volte laterizie stimolerà l’ideazione del tetto di Caselli. Si tratta di un tetto incombustibile, integralmente laterizio, formato da archi, voltini e tavellonati, perciò abitabile perché coibentato, con totale esclusione di orditure in legno o ferro, se non per i tiranti.
Caselli seppe pertanto coniugare nella sua tecnica costruttiva economicità e convenienza: la struttura risultava economica perché simmetrica, regolare e semplice, senza inutili orpelli; conveniente in quanto era necessario fosse solida, salubre e comoda. Mentre Antonelli nelle sue opere rimase rigorosamente fedele allo stile neoclassico, Caselli impostò la sua ricerca analizzando le opere del passato ma fuori da qualsiasi canone imitativo.

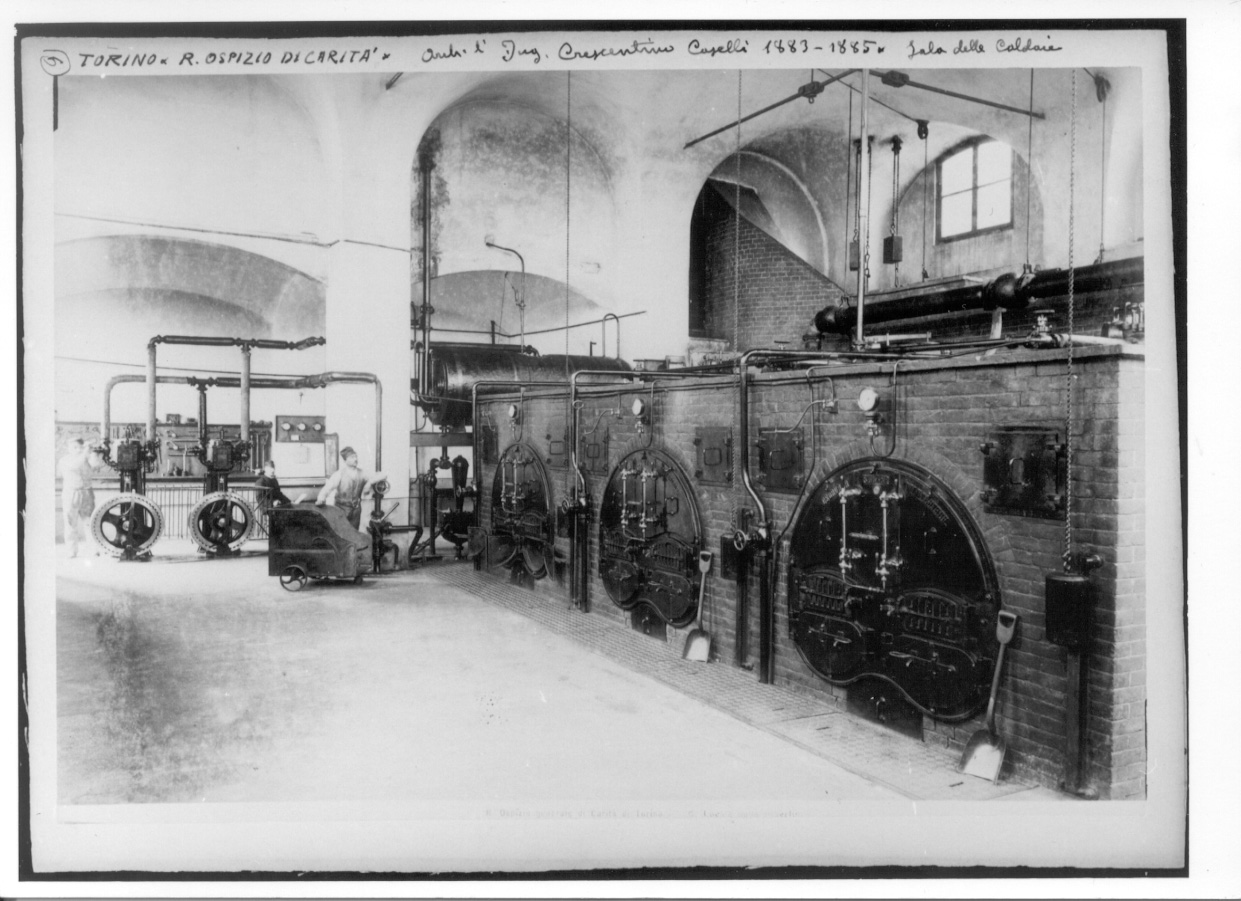
Caldaie - Istituto di riposo per la vecchiaia

I materiali utilizzati da Caselli sono pertanto il laterizio, sia per gli elementi costruttivi che per quelli decorativi; la pietra, inserita nella muratura, nelle mensole dei cornicioni o negli zoccoli basamentali; il ferro battuto all’interno delle strutture portanti ma anche posto a vista in elementi a forma di ricciolo. 
Caselli adotta il sistema di archi diritto-rovesci antonelliano che comprende due archi posti verticalmente uno sull’altro in posizione speculare attraversati da un tirante in ferro tangente al loro punto di contatto e chiuso mediante bolzoni nelle murature laterali per impedire il divaricamento o l’avvicinamento delle pareti laterali, permettendo così una migliore stabilità e distribuzione degli sforzi all’interno della struttura.
Piccoli archetti inferiori al metro sono utilizzati per alleggerire i timpani di più grandi archi sottostanti come nel caso dell’estradosso della volta a padiglione dell’Ospizio.
L'edificio, completato nel 1887, dimostrò subito la sua eccezionale stabilità quando, nel medesimo anno del suo completamento, si verificò un terremoto. La struttura dell'edificio, infatti, non subì danni significativi.

#### Riscaldamento
Nell’edificio trovava applicazione uno dei primi e più importanti impianti di riscaldamento a vapore dell’epoca. Tre generatori da 40 m ciascuno collocati nelle sale maggiori dei servizi generali producevano il vapore necessario al riscaldamento dell’intero edificio tramite una rete di distribuzione delle tubature che percorrevano i corridoi del sotterraneo. L’aria richiamata dall’esterno per aspirazione naturale veniva mandata in tutti gli ambienti dei piani superiori attraverso una rete di cunicoli che irradiavano il calore in ogni ambiente.

#### Rifornimento generale dell’acqua, servizi di cucina, bagni, latrine, montacarichi, lavanderia
Gli stessi generatori producevano il vapore anche per i diversi servizi. 

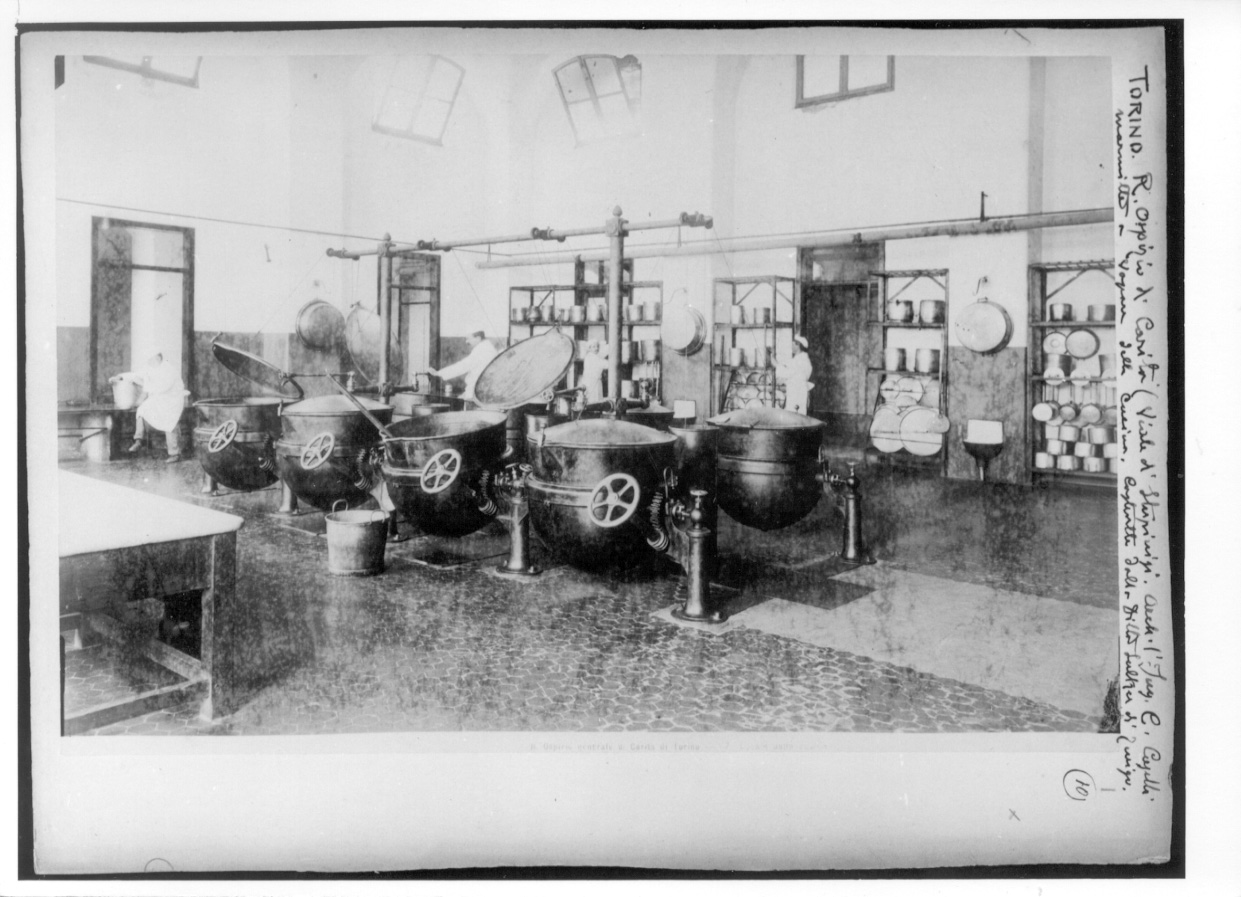
Cucine - Istituto di riposo per la vecchiaia

Due pompe azionate dal vapore alimentavano un sistema di serbatoi disseminati nel sottotetto e comunicanti tra loro dai quali partiva una rete di tubi della distribuzione dell’acqua estesa a tutto l’edificio. Le latrine dello stabilimento erano dotate di sifone o di otturatore automatico a bilico. Le canne verticali isolate nei muri erano tutte in ghisa e si immettevano in una canalizzazione sotterranea che raccoglieva tutte le provenienze delle latrine in una grande fossa nera unica situata fuori dal recinto dello stabilimento. Questa tipo di canalizzazione è importante perché è stato il primo esempio in Torino che funzionava con un raggio d’azione di oltre 300 m.
L’Ospizio venne dotato di una lavanderia nel 1888. L’intero impianto, dotato anche di liscivatrici automatiche con tino in legno ed essiccatoio a carretti era fatto funzionare sempre con un impianto a vapore.

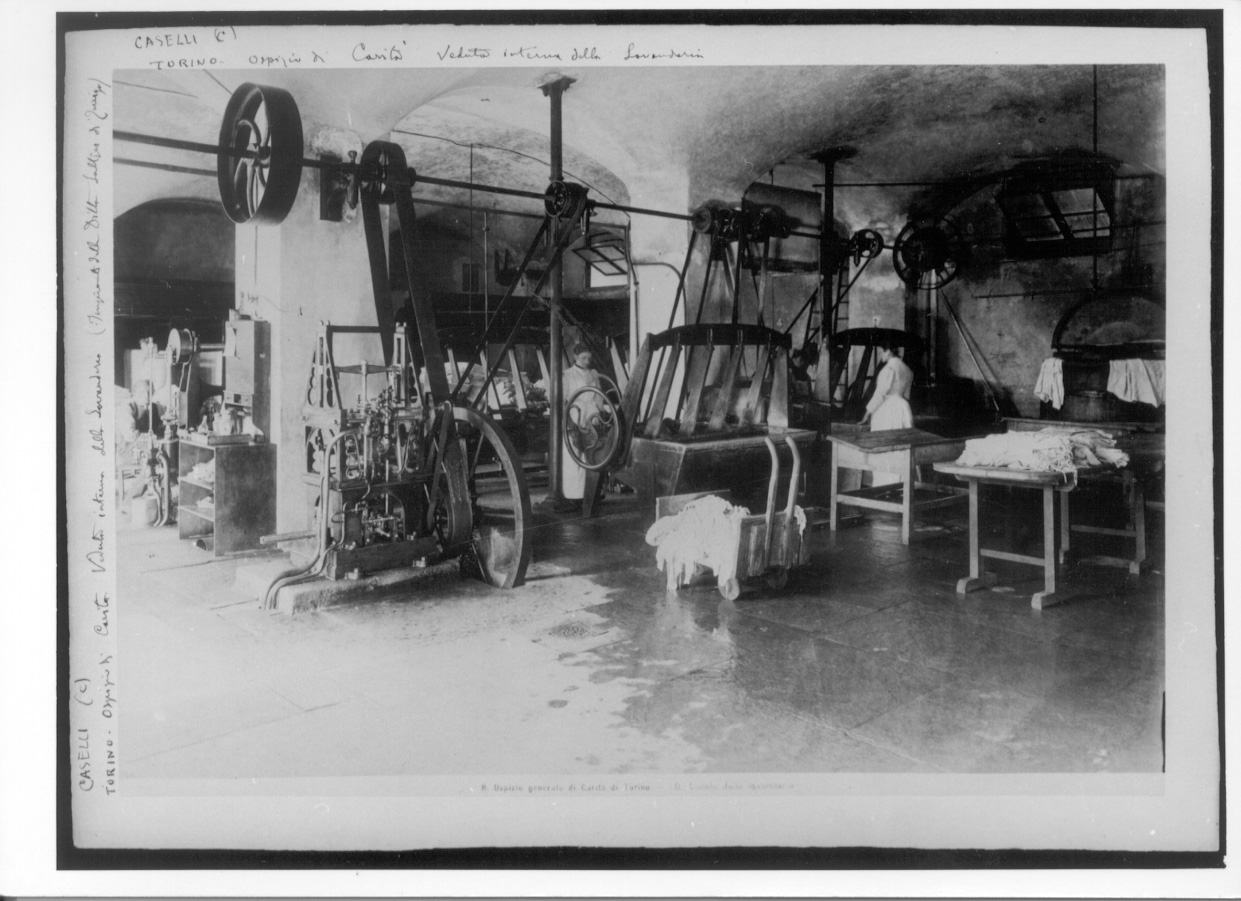
Lavanderie - Istituto di riposo per la vecchiaia

L’installazione di questi impianti di servizi ospedalieri organizzati e coordinati, sono il primo esempio su vasta scala in Italia. Inoltre l’Ospizio spendeva per questi servizi la metà di altri stabilimenti simili.

### 1943-1944: bombardamenti
Durante la seconda guerra mondiale, l’Istituto di riposo fu bombardato a più riprese, a causa della sua vicinanza alle fabbriche Fiat Mirafiori. 
In particolare subì tre bombardamenti da parte dell’aviazione inglese (RAF) con bombe di grosso e grossissimo calibro, tutti nel 1943 (13 luglio, 13 agosto, 8 novembre) e un bombardamento da parte dell’aviazione americana (USAAF) con la tecnica del tappeto di bombe (centinaia di bombe dirompenti di medio calibro) il 29 marzo 1944. Da dati archivistici risulta un bombardamento il 29 aprile 1944, ma la data è segnalata come errata sul documento stesso. A seguito dei bombardamenti si verificò la distruzione dell’ala sinistra di tre piani e la distruzione, sulla parte sinistra della facciata, di due piani. Il resto del fabbricato fu gravemente sinistrato: schiantamento degli infissi, danni ai muri portanti.

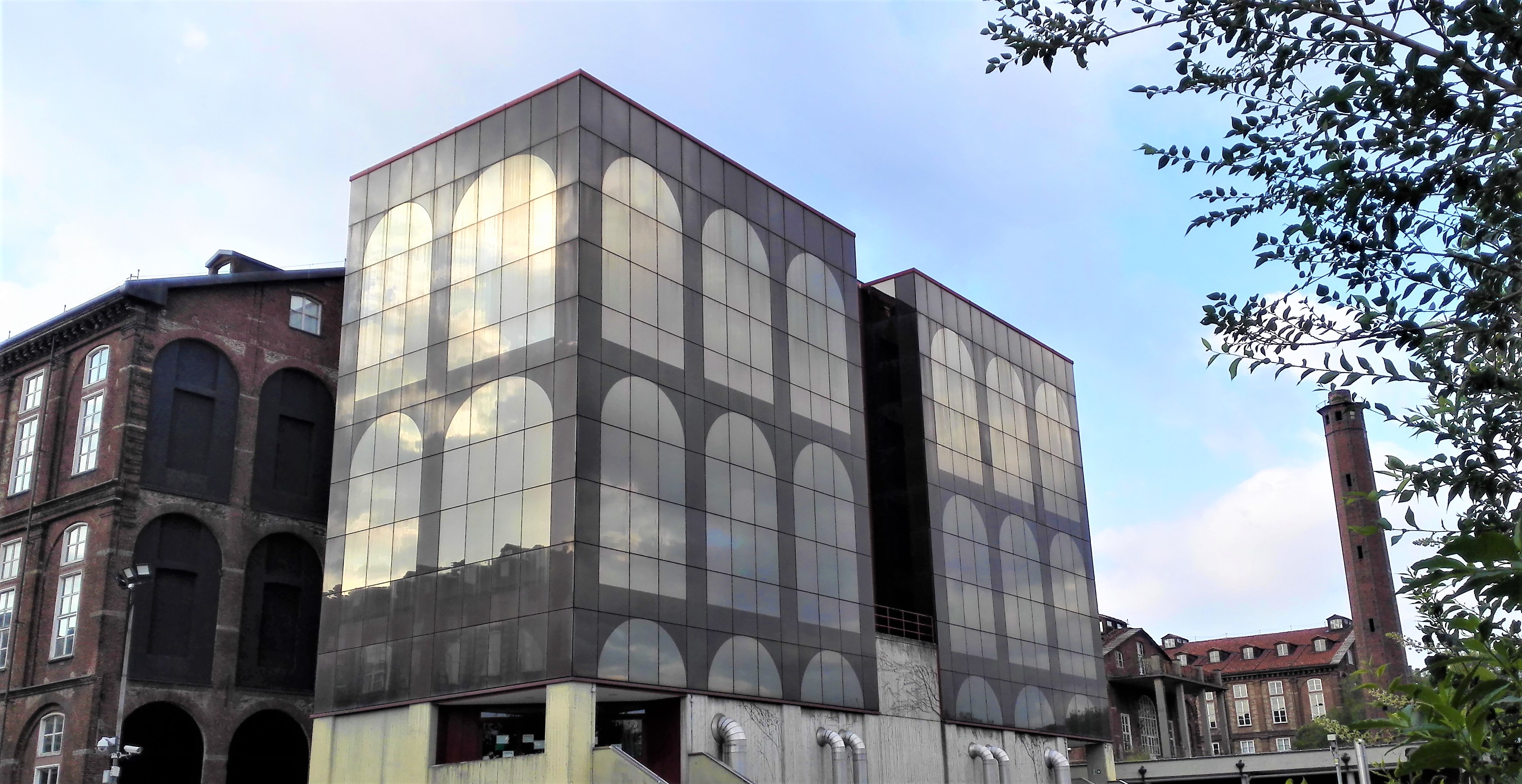
Facciata posteriore in vetro e acciaio

### Anni '60-'90
Il padiglione meridionale dell'edificio fu ricostruito intorno agli anni sessanta, andando a completare la volumetria perduta durante il periodo bellico. L'immobile formato da due corpi trasversali, estranei alla coerenza tipologica del complesso, si sviluppa con una planimetria a forma di F.
Negli anni Ottanta il complesso venne riconvertito parzialmente secondo il progetto dell’architetto Andrea Bruno. Nel 1991, la struttura venne ampliata, con l’aggiunta di parti in vetro e acciaio alle testate dei due padiglioni a nord: tutt’oggi uno ospita il Consorzio per il Sistema Informativo del Piemonte, l’altro ospita la Scuola di Management ed Economia (già Facoltà di Economia e Commercio). Il Consorzio per il Sistema Informativo del Piemonte si stabilì nell’edificio già nel 1978 ristrutturando in pochi mesi i locali destinati agli uffici e l’entrata del padiglione nord.
La particolare flessibilità che caratterizza l’edificio, data dalla sua disposizione strutturale, ha consentito questa riconversione.

### Anni 2000: Nuovo Polo Didattico

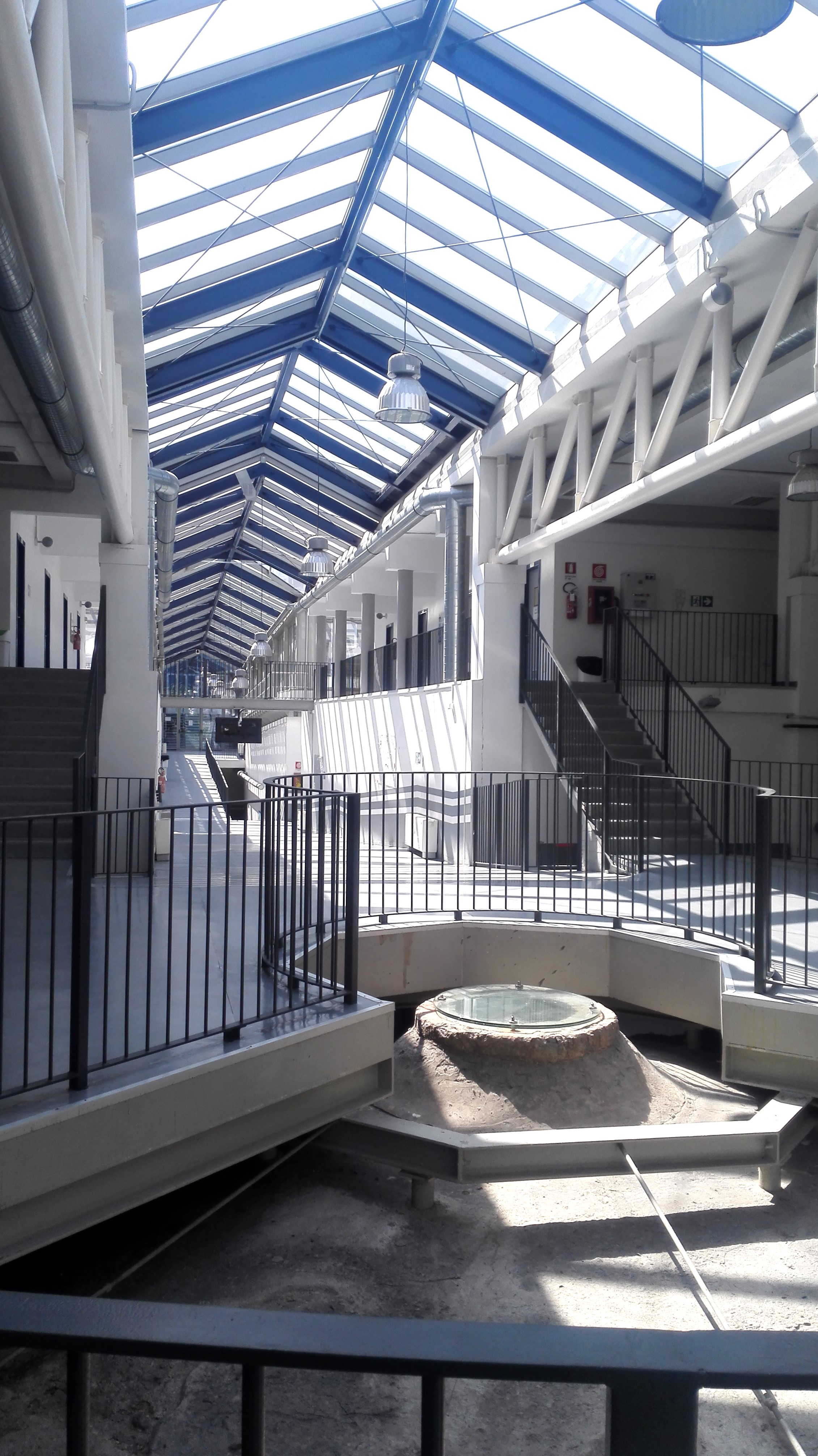
Interno Nuovo Polo Didattico

Nei primi anni Duemila nacque il progetto di riunire in un'unica struttura le varie sedi dell’allora Facoltà di Economia. L’intervento si estendeva su circa 4700 m² di area coperta e prevedeva la realizzazione di un nuovo corpo di fabbrica posizionato tra il padiglione centrale e quello riconvertito a sede della Facoltà, quindi una nuova costruzione seminterrata posta all’interno di un ideale proseguimento della griglia modulare caselliana.
Il volume aggiunto, inaugurato nel 2009, è composto da tre livelli principali: due sono al di sotto della quota pavimento, mentre il terzo è a livello di campagna. Quest’ultimo è in parte allestito a tetto-giardino, in parte vi è una copertura in ferro e vetro che lascia intravedere i prospetti dell’edificio storico. Il nuovo edificio comprende aule didattiche nuove, bar, locali a disposizione degli studenti, portineria. A circa due terzi del nuovo corpo di fabbrica una scala semicircolare conduce ai piani inferiori ed è stata progettata sfruttando e integrando nel progetto la storica cisterna dell’Ospizio, ancora perfettamente conservata.
La struttura è caratterizzata da porticati in ferro e vetro e insieme ai lucernari disposti ordinatamente sui giardini pensili, permettono l’illuminazione dei corridoi e delle grandi aule. 
La nuova struttura è del tutto indipendente dal fabbricato caselliano: le fondazioni sono in calcestruzzo armato nelle parti inferiori e non vi sono interventi sulla costruzione esistente, eccetto per i collegamenti sotterranei. 
La scelta dei materiali del nuovo edificio si attiene al razionalismo dell’edificio storico caselliano. Questo tipo di scelte progettuali hanno permesso la salvaguardia dell’identità architettonica attraverso un corretto approccio di conservazione integrata sia della struttura portante che di quella compositiva del monumento.

### Sviluppi futuri
Il Piano Integrato Urbano della Città di Torino, che mira alla rigenerazione urbana e al miglioramento dell'accessibilità e della qualità degli spazi pubblici, grazie a un finanziamento di 8,55 milioni di euro del Piano Nazionale di Ripresa e Resilienza e all'iniziativa Next Generation EU, prevede interventi di manutenzione straordinaria  e di parziale rifunzionalizzazione su un'area di 20.563 metri quadrati, per potenziare i servizi sociali per la collettività.
Il progetto include l'adeguamento strutturale delle scale, rampe di accesso e ascensori, la creazione di un nuovo impianto di elevazione e l'aggiornamento dell'impiantistica, gli interni e il sistema antincendio. Le aree esterne saranno riqualificate con nuovi accessi, recinzioni, aree verdi, parcheggi, aree gioco e percorsi, oltre a valorizzare gli orti urbani con nuovi percorsi e una rete idrica.

## Galleria d'immagini

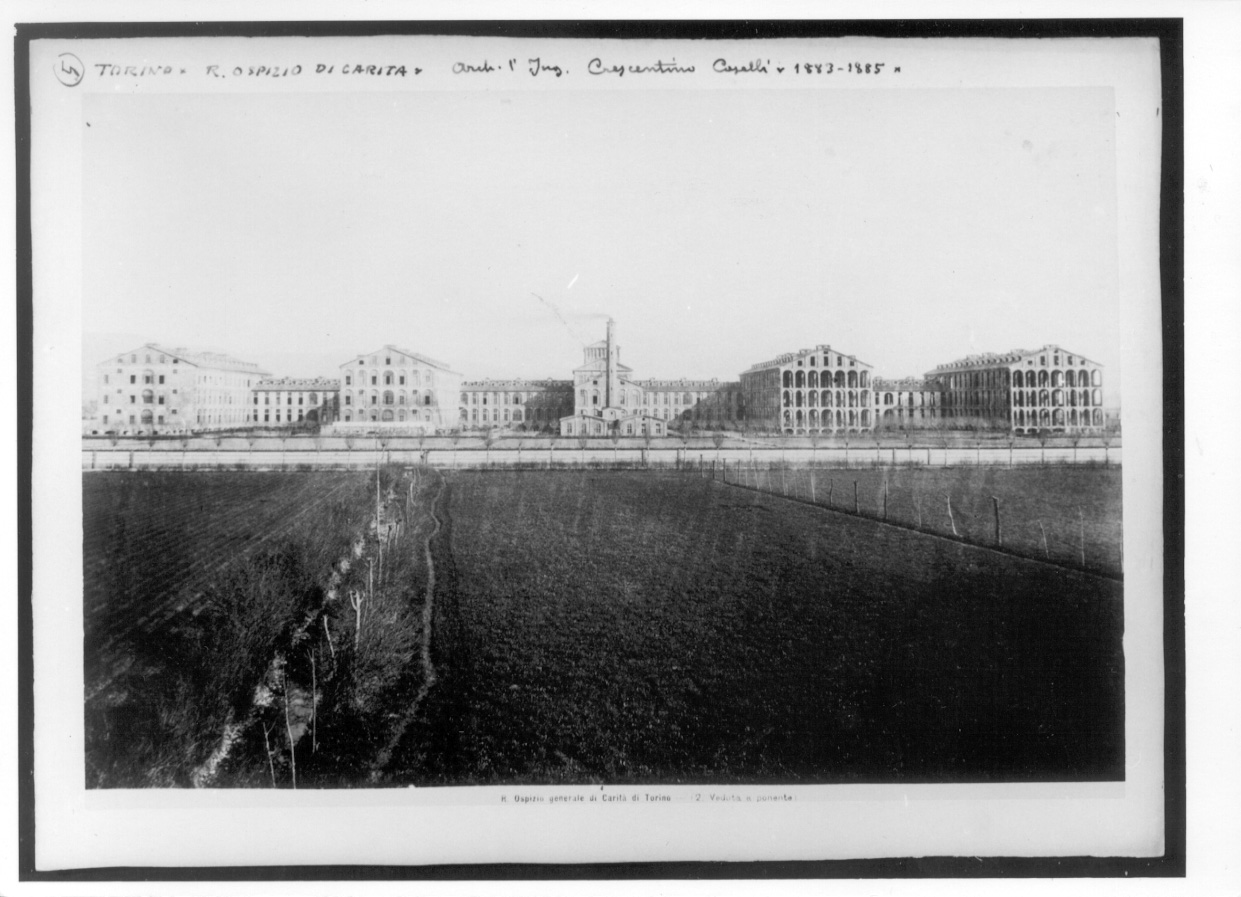
Facciata posteriore - Istituto di riposo per la vecchiaia
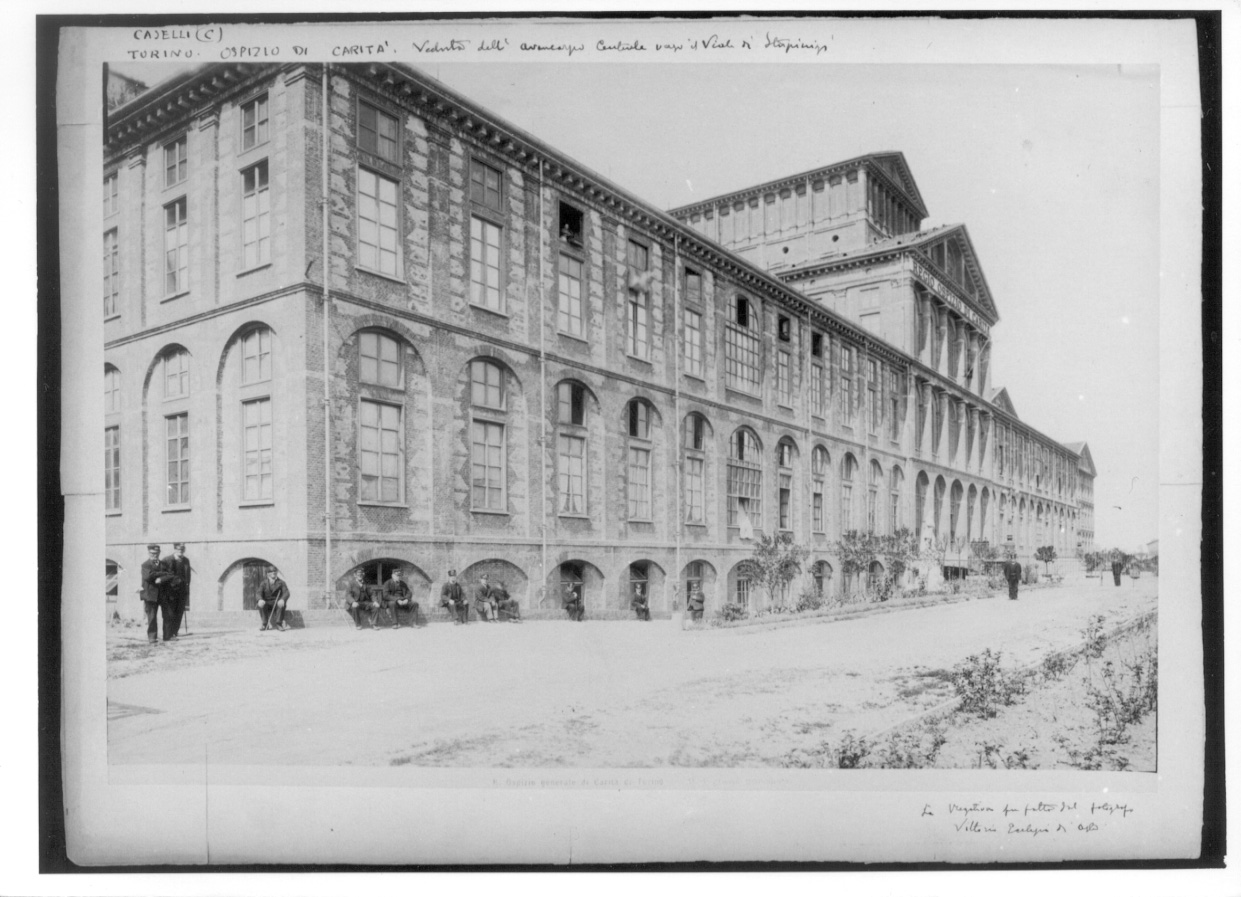
Facciata - Istituto di riposo per la vecchiaia
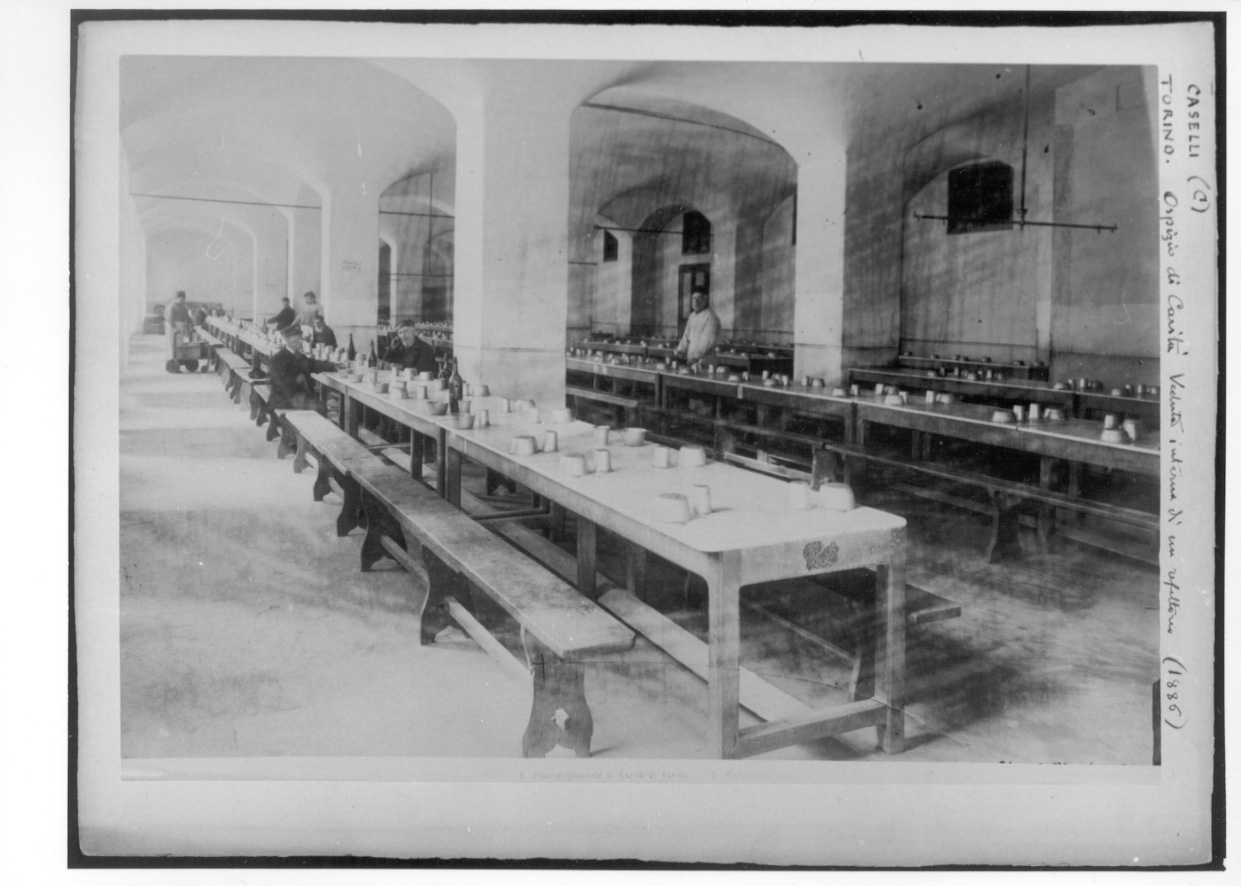
Mensa - Istituto di Riposo per la Vecchiaia
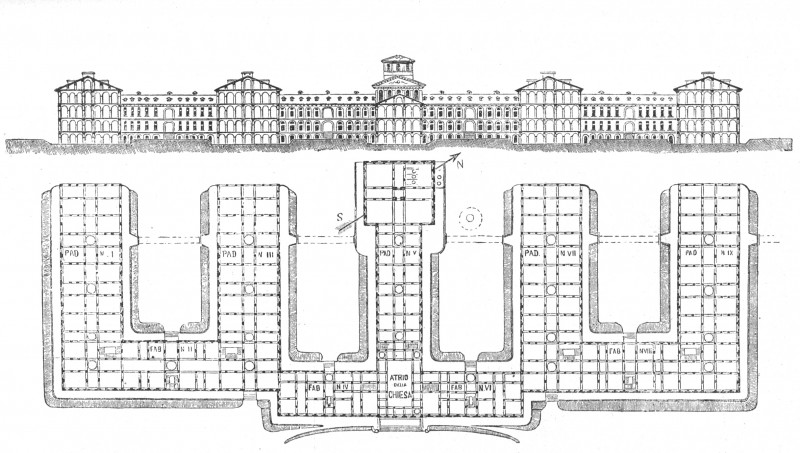
Pianta progetto Crescentino Caselli - Istituto di riposo per la vecchiaia
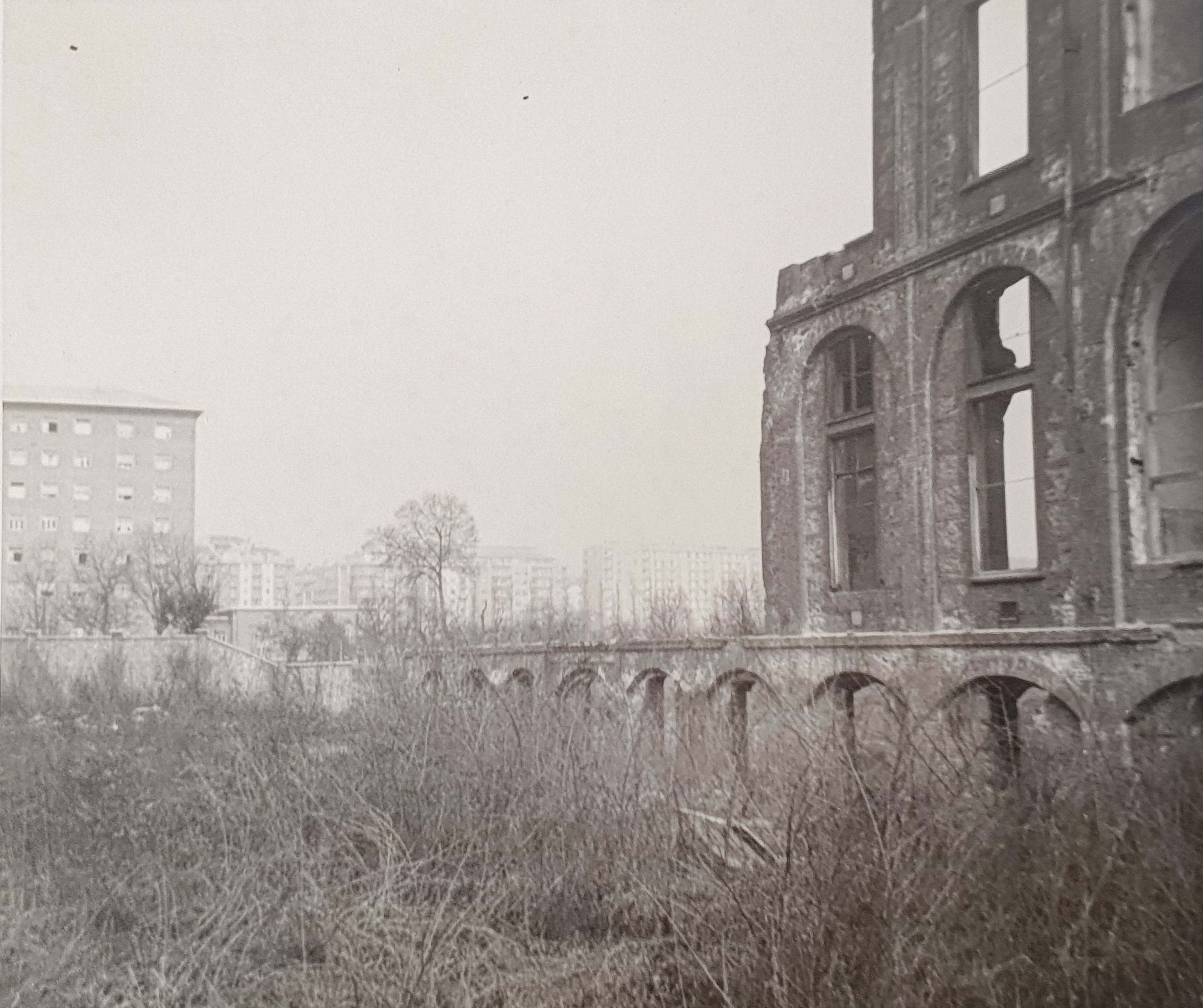
Bombardamenti padiglione sud 2 - Istituto di riposo per la vecchiaia
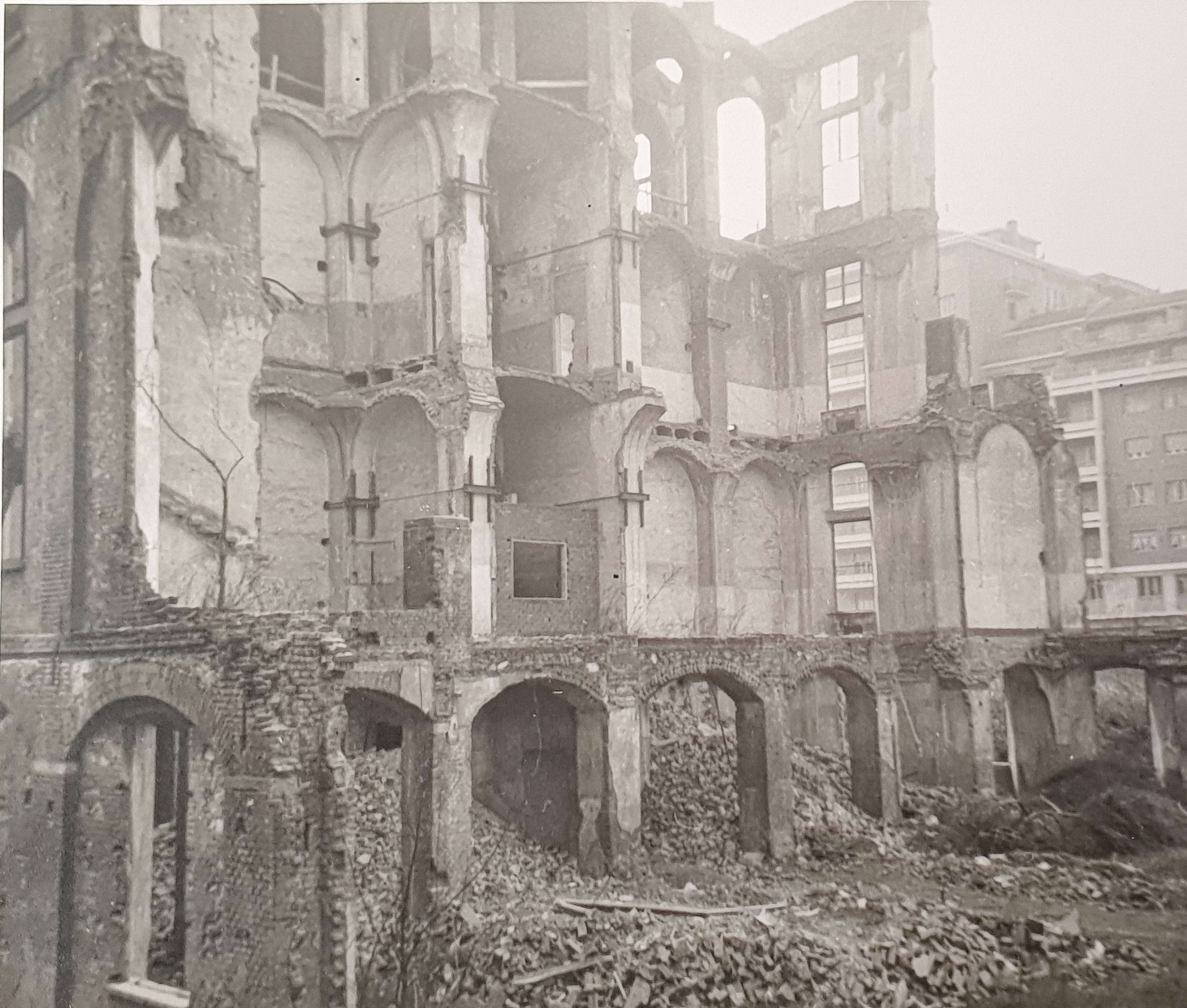
Bombardamenti padiglione sud 3 - Istituto di riposo per la vecchiaia
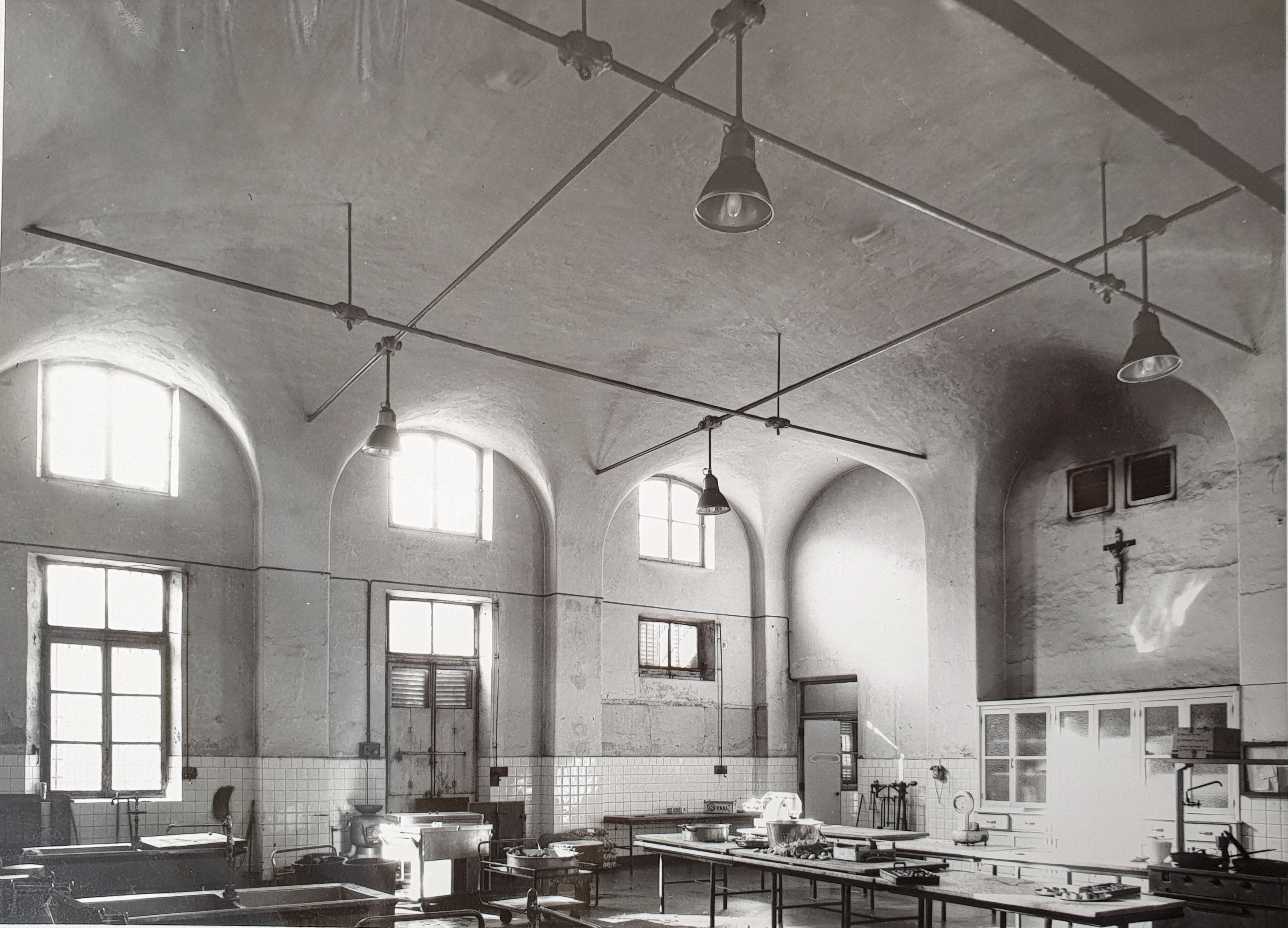
Cucine - Istituto di riposo per la vecchiaia
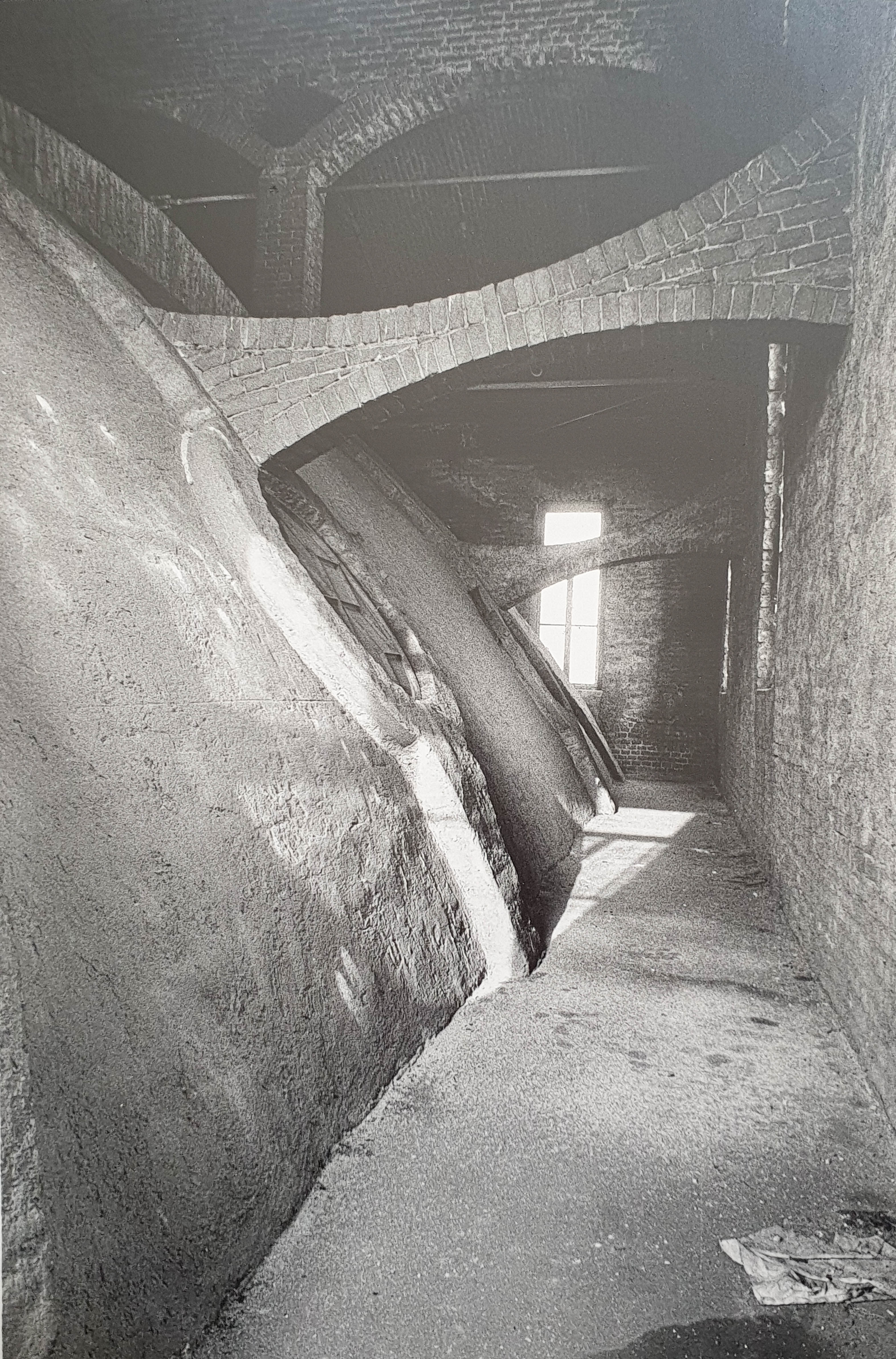
Sistema di archi dritti rovesci - Istituto di riposo per la vecchiaia
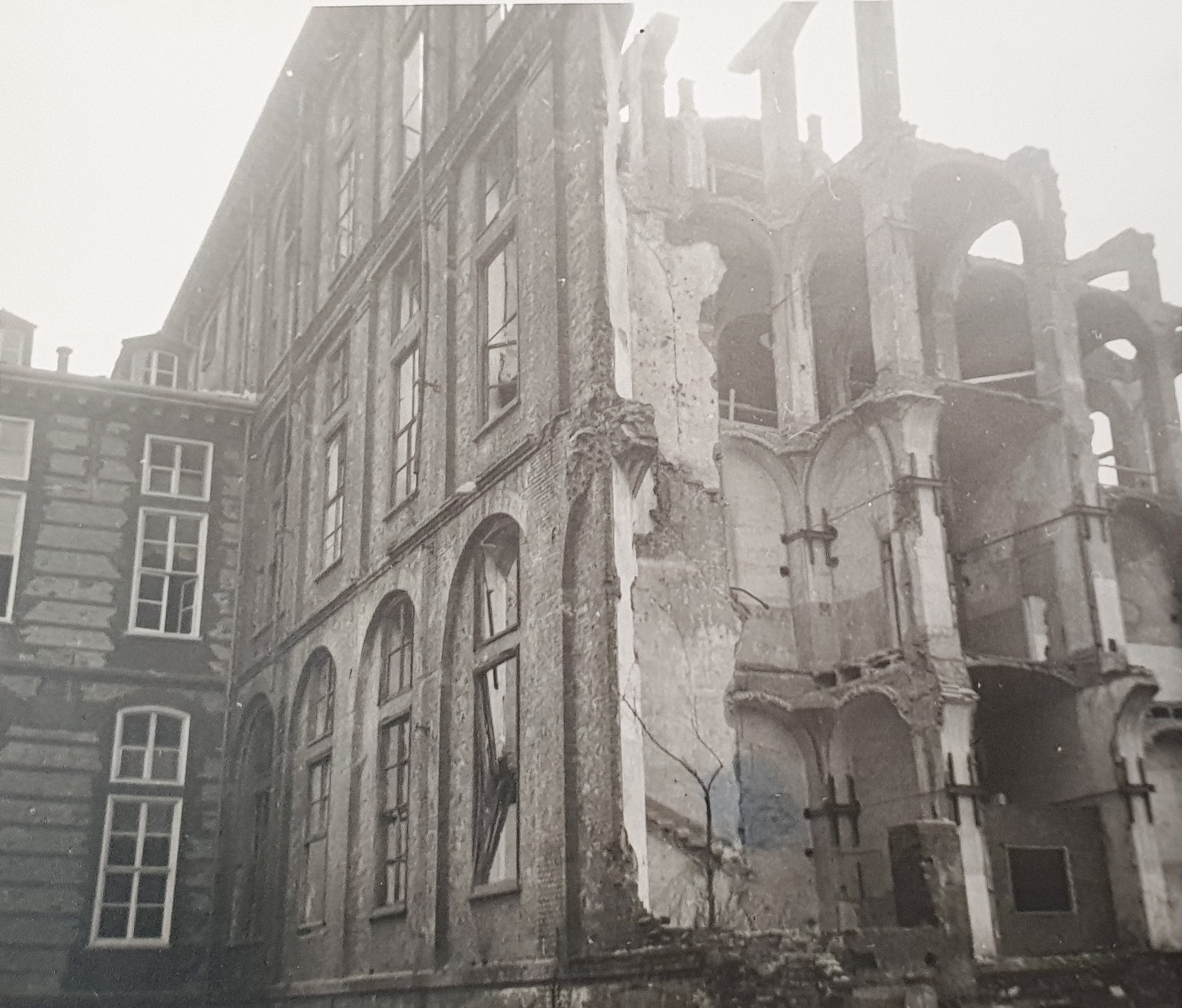
Bombardamenti padiglione sud - Istituto di riposo per la vecchiaia
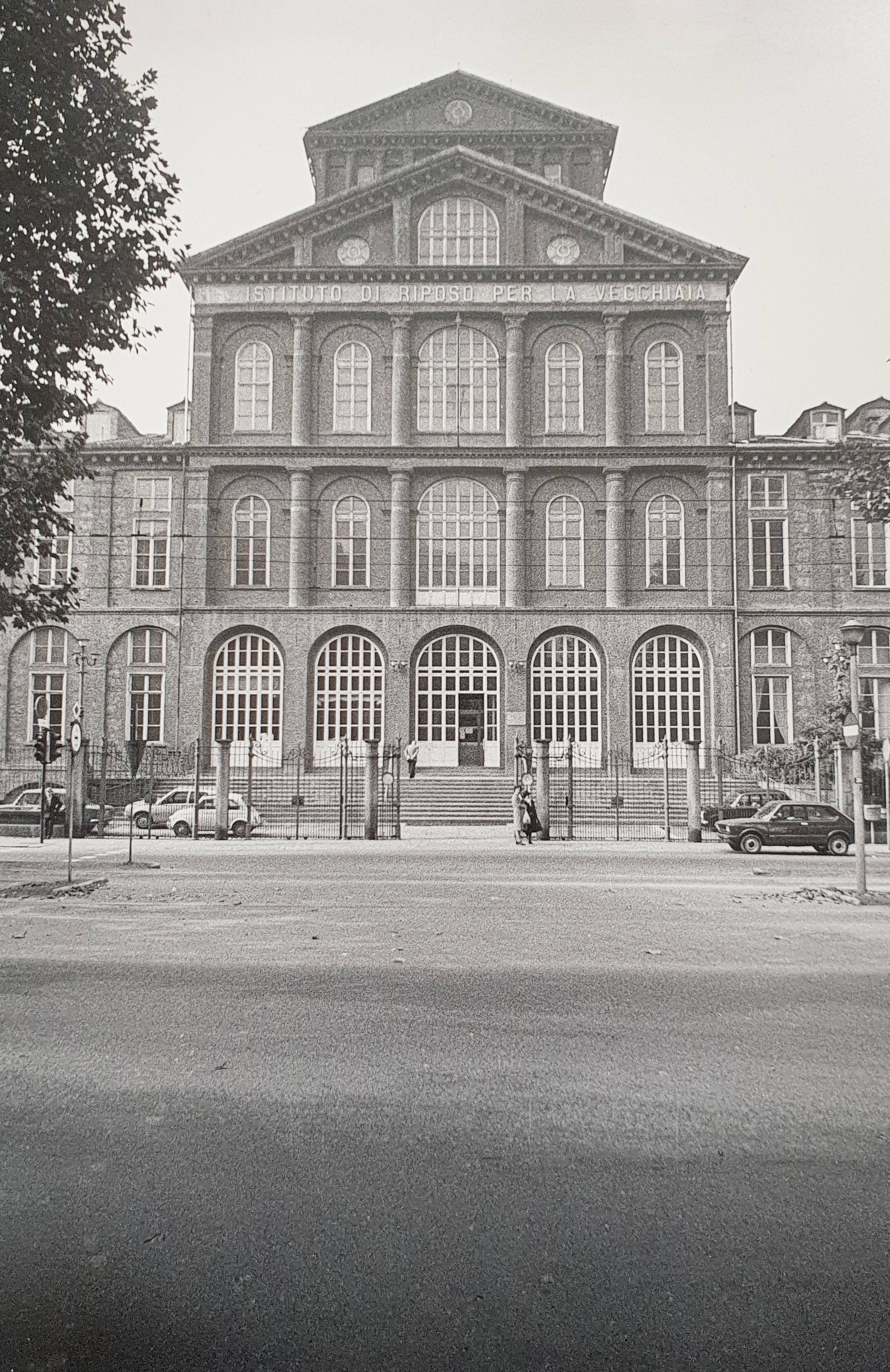
Facciata padiglione centrale anni '70 - Istituto di riposo per la vecchiaia
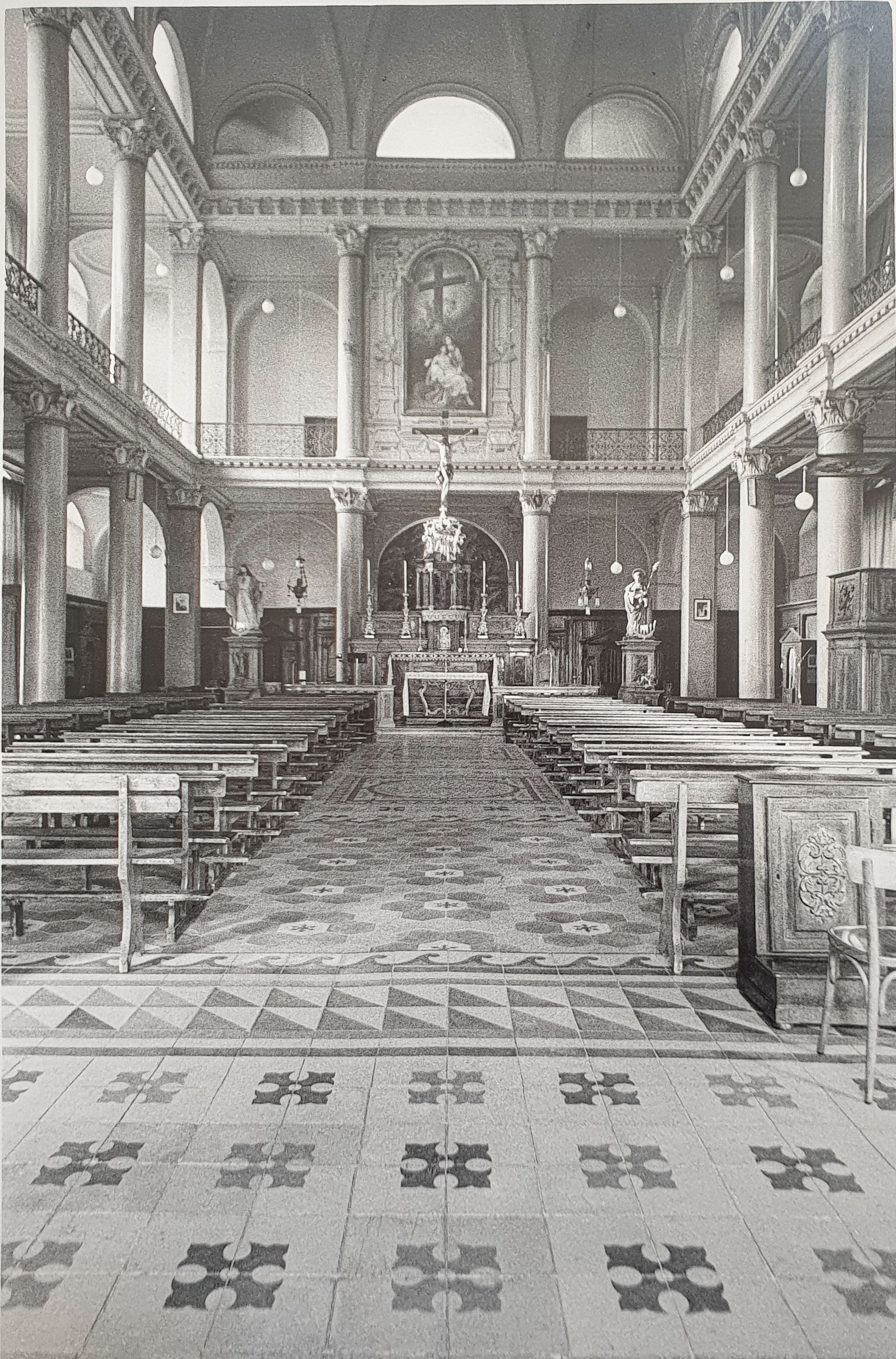
Chiesa vista altare - Istituto di riposo per la vecchiaia
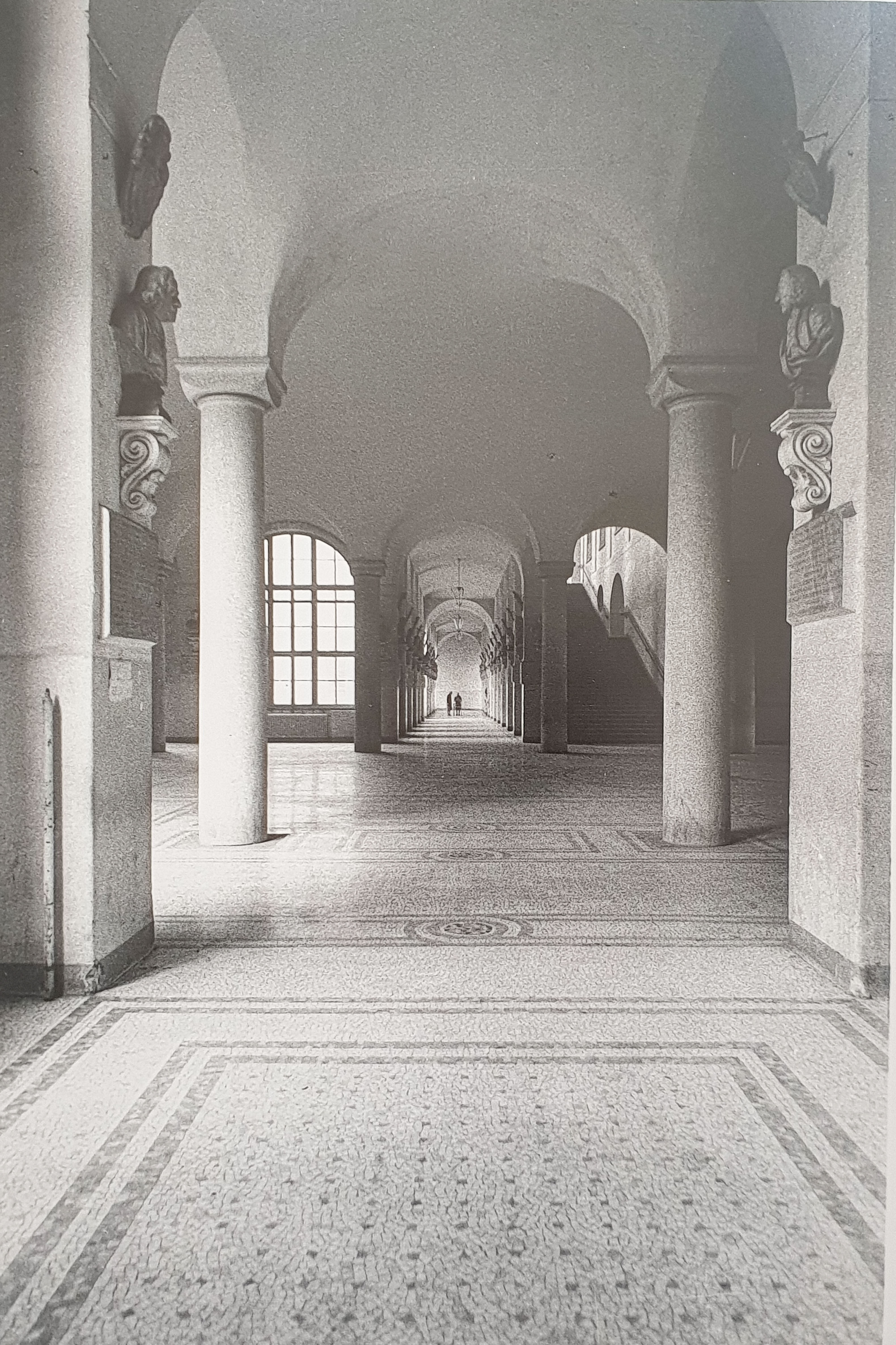
Corridoio verso atrio - Istituto di riposo per la vecchiaia
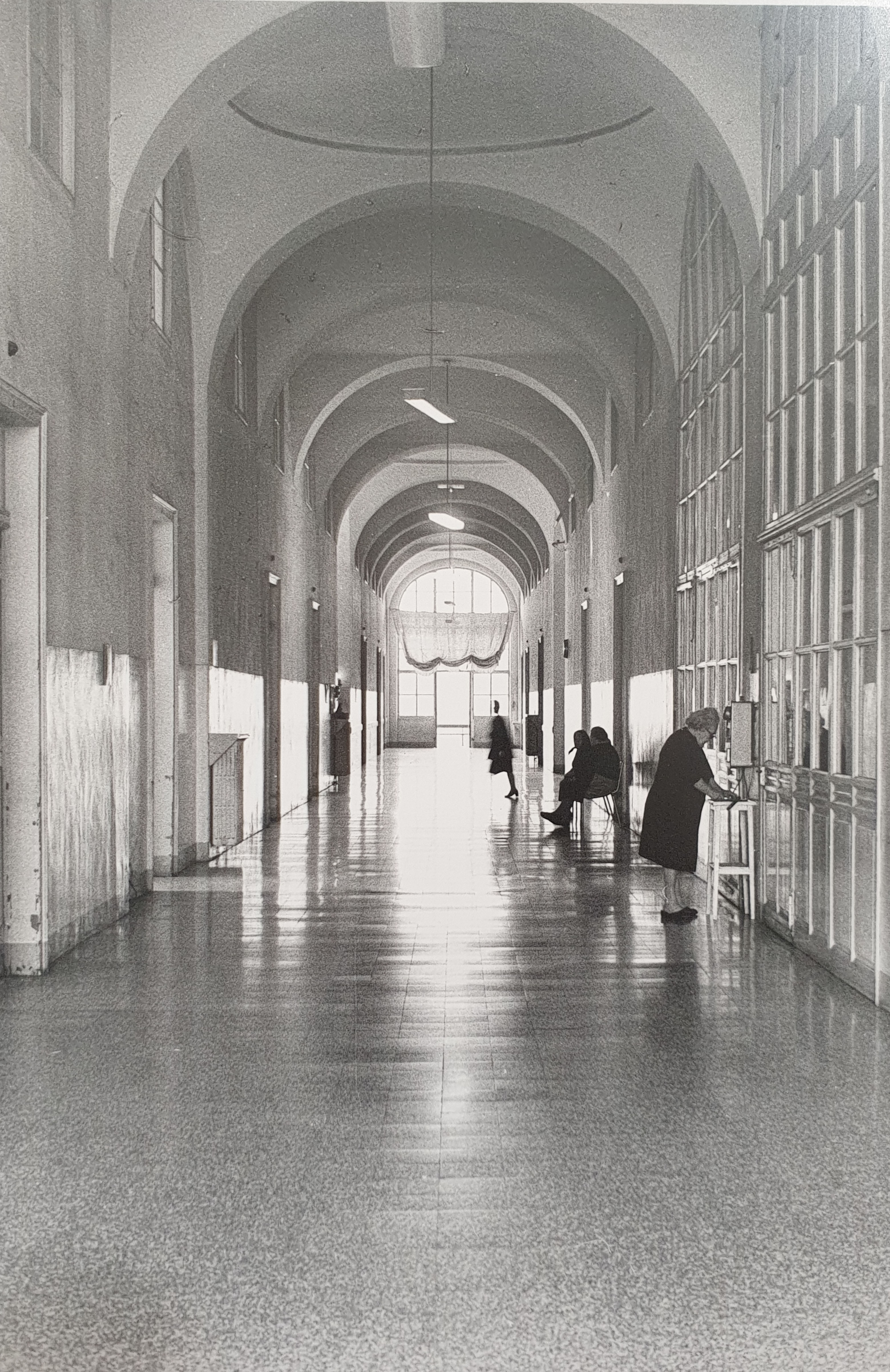
Corridoio - Istituto di riposo per la vecchiaia
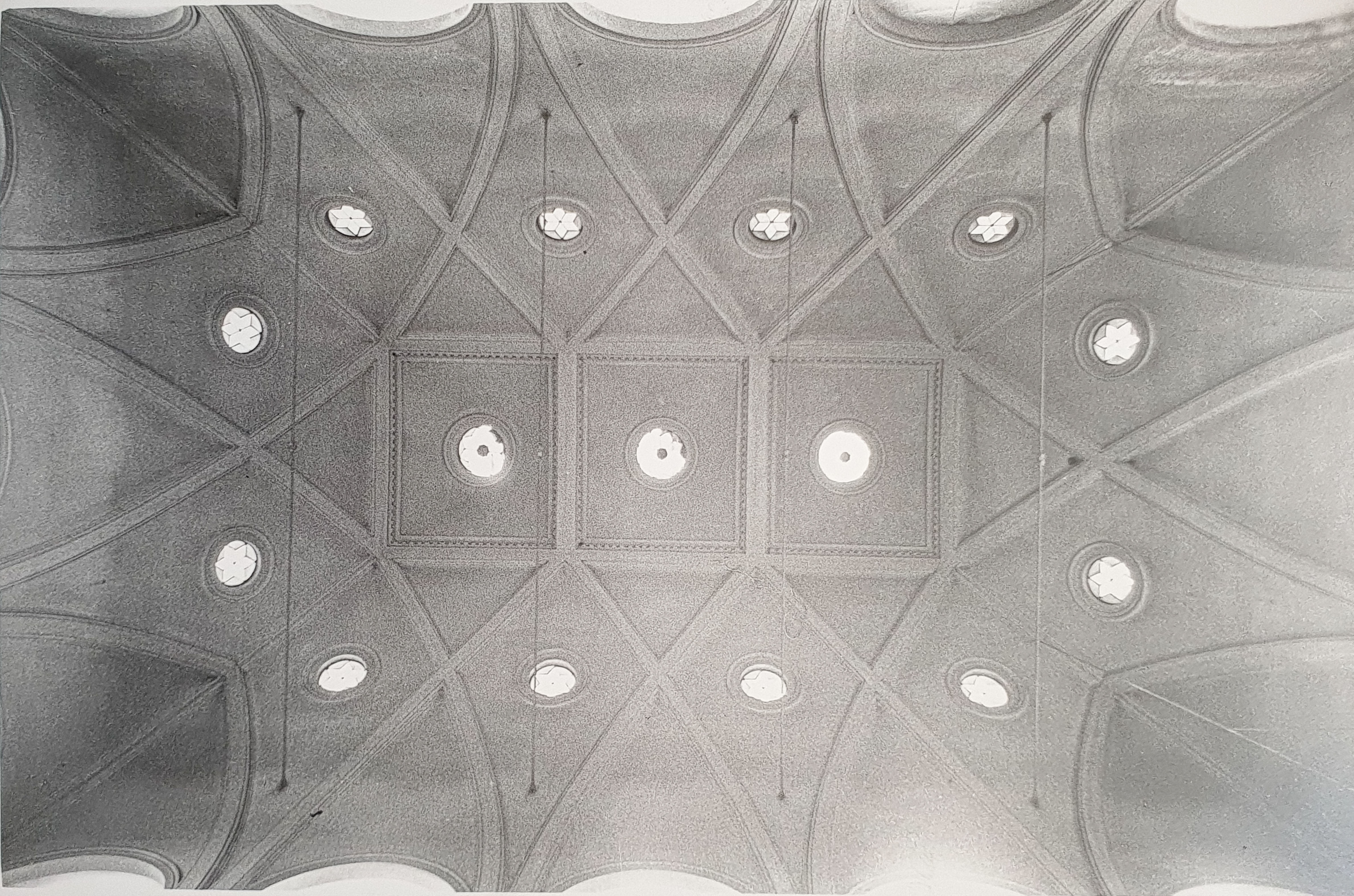
Volta a costoloni chiesa - Istituto di Riposo per la Vecchiaia
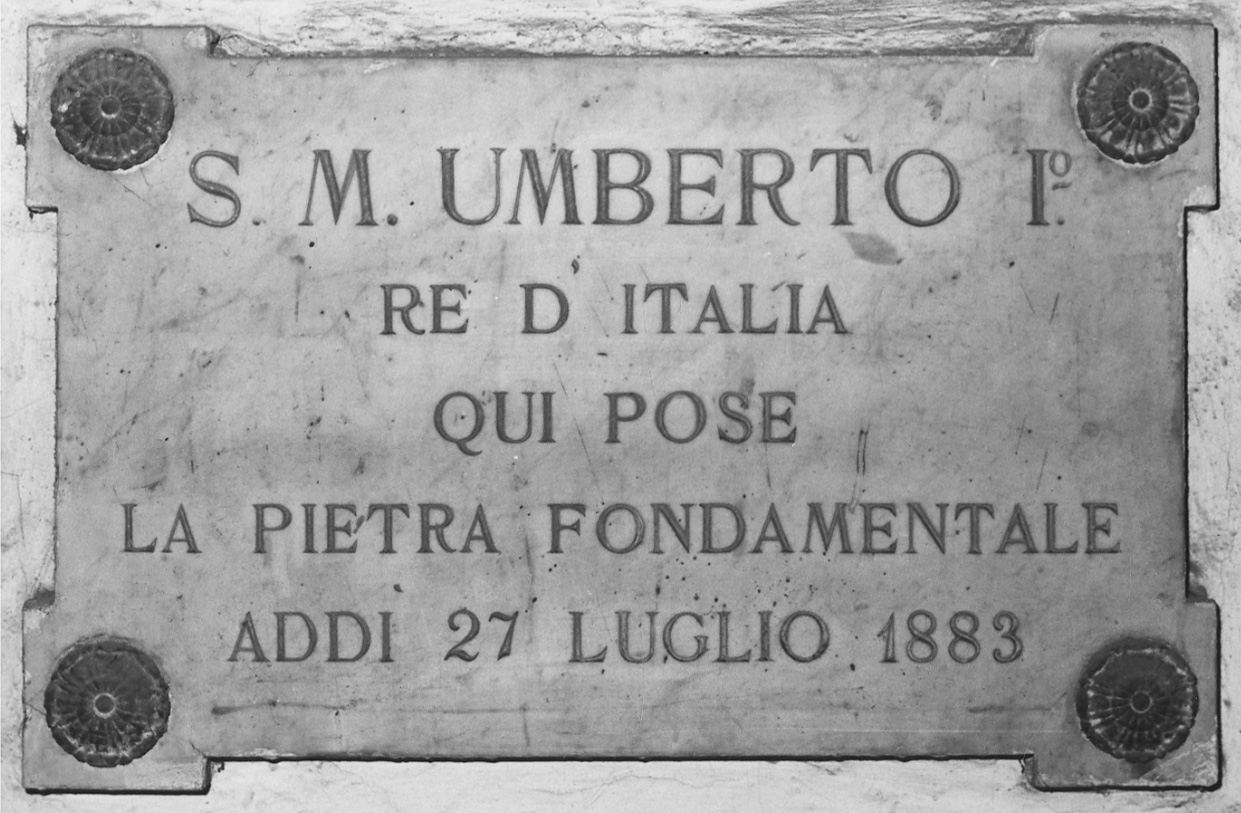
Lapide commemorativa pietra fondamentale re Umberto I - Istituto di Riposo per la Vecchiaia
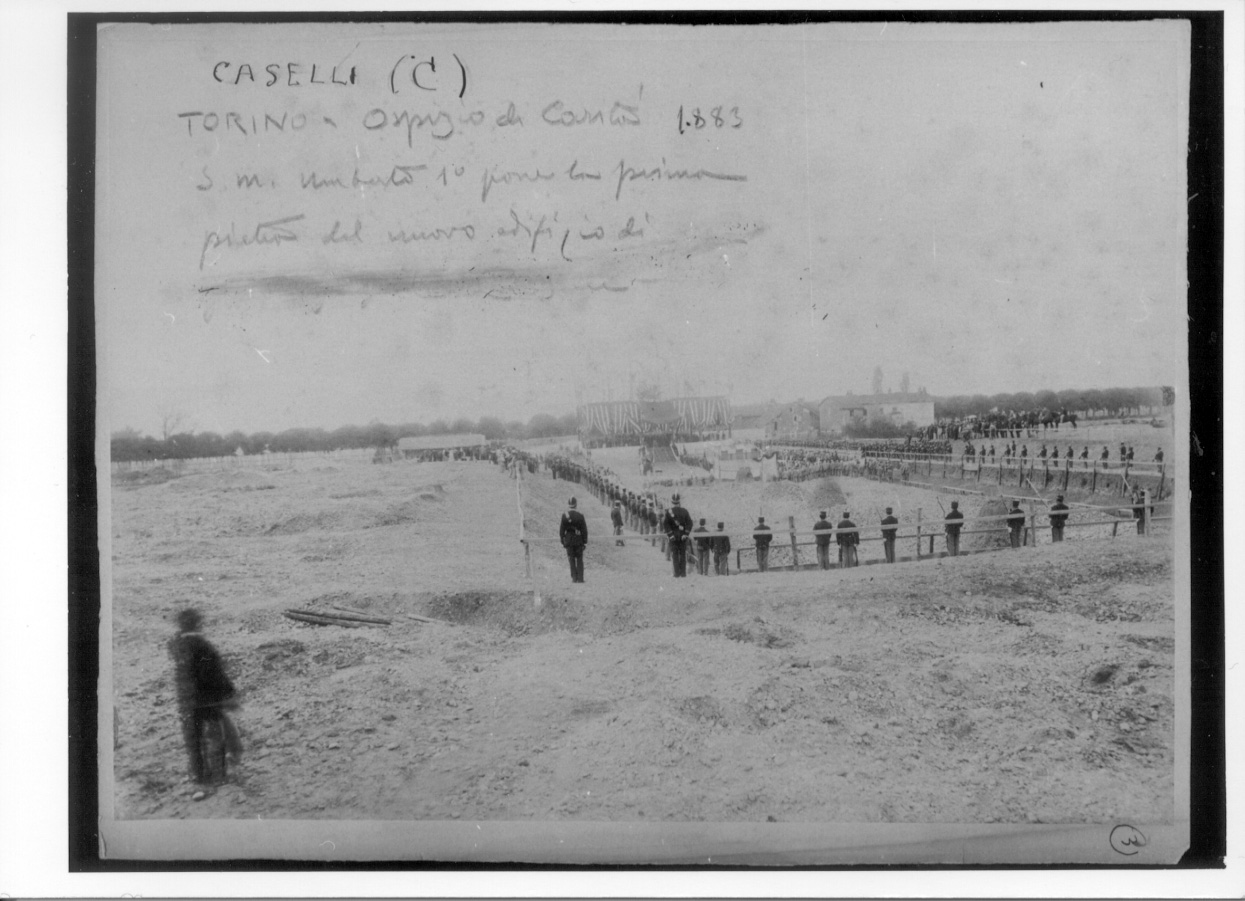
Cantieri 1883 - Istituto di Riposo per la Vecchiaia
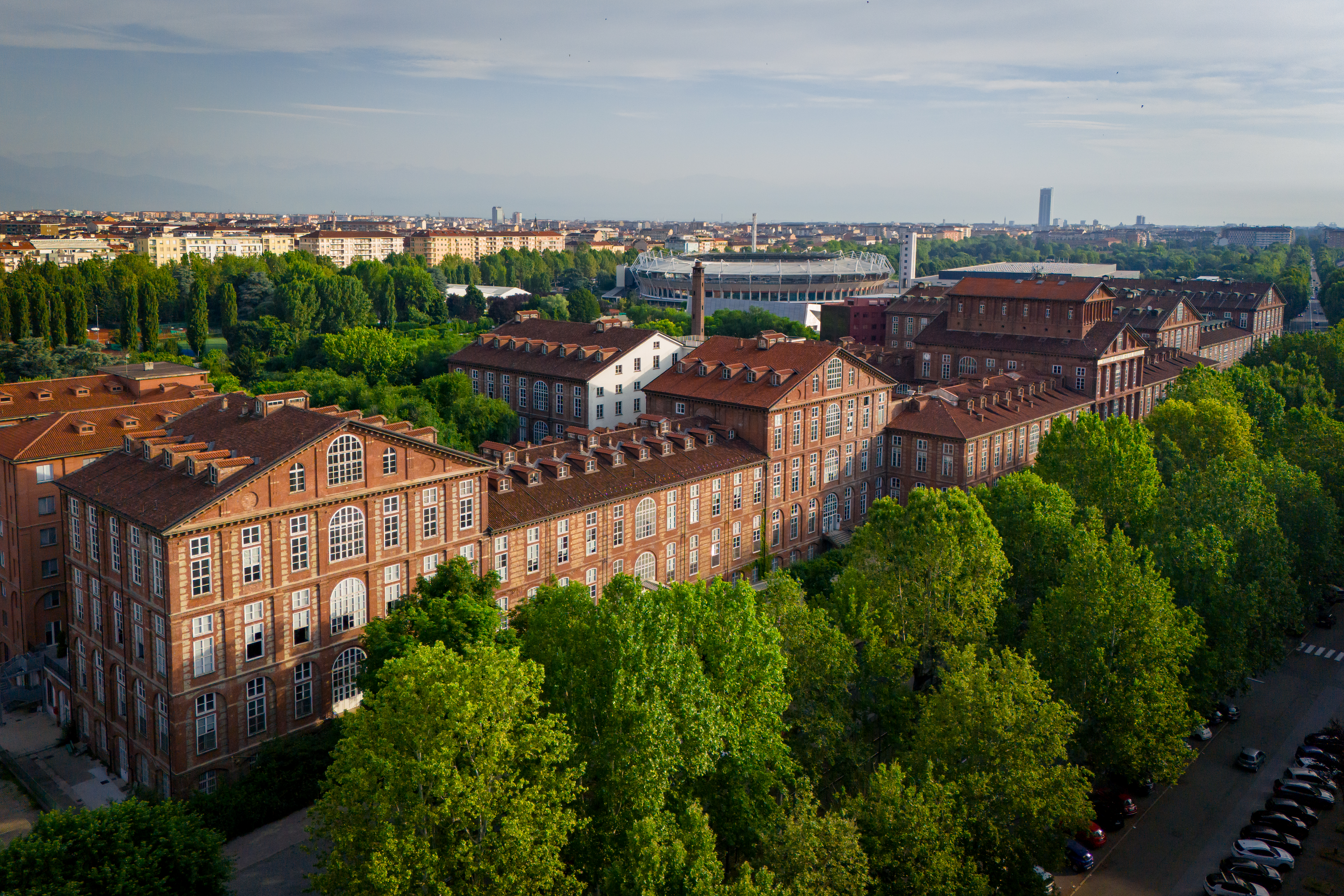
Foto aerea - Istituto di Riposo per la Vecchiaia
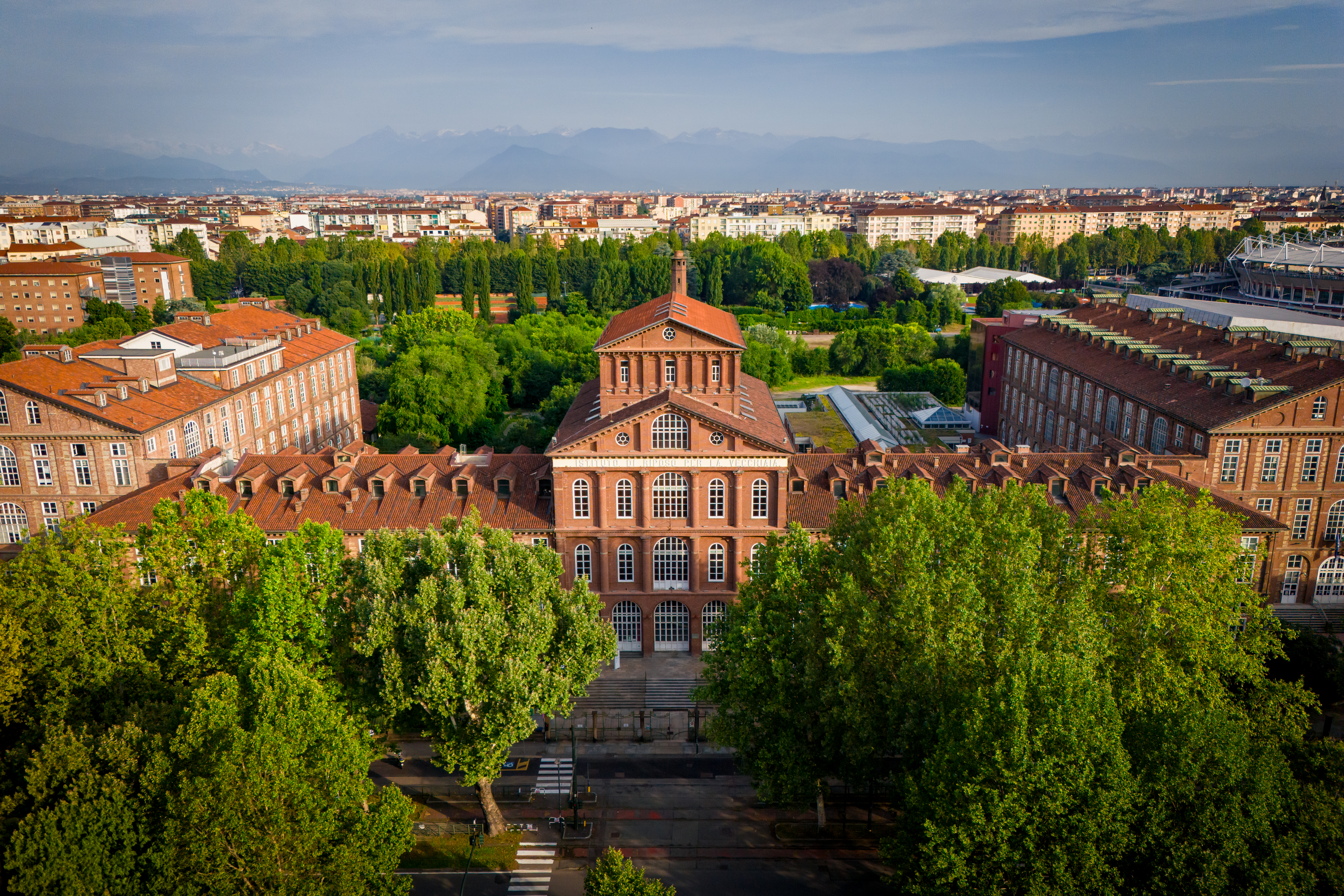
Foto aerea padiglione centrale - Istituto di Riposo per la Vecchiaia